# الحبلة (الشعر)

تعديل مصدري - تعديل

الحبلة هي إحدى قرى عزلة مقنع بمديرية الشعر التابعة لمحافظة إب، بلغ تعداد سكانها 271 نسمة حسب تعداد اليمن لعام 2004.